# Eglo Records
Eglo Records är ett brittiskt skivbolag. Det grundades i slutet av 2008 av Alexander Nut och Sam Shepherd och är baserat i London.

## Artister (urval)
- Fatima Bramme–Sey
- FunkinEven
- Floating Points